# D'Hooge Industries
D’Hooge Industries, oorspronkelijk de firma Em. D'Hooge, was een Belgische producent van wasmachines en strijkmachines voor de textielindustrie en de schoonmaaksector. Het bedrijf was honderd jaar lang actief, van 1911 tot 2011. De stichter van het bedrijf was Emile D’Hooge, die voordien als ingenieur in het Gentse constructiebedrijf Le Phoenix werkte.

## Werkplaatsen
Emile D’Hooge richtte de eerste werkplaats op aan de Nieuwevaart in Gent. In 1911 werd daar de eerste wasmachine afgewerkt. In 1919 verhuisde het bedrijf naar een groter atelier aan de Gustaaf Callierlaan. In 1930 verhuisde de productie opnieuw naar de gebouwen van de voormalige fabriek van kunstmeststoffen Leirens, in de Bellevuewijk te Ledeberg bij Gent. In 1961 werd op die site nog een nieuw fabrieksgebouw opgericht. In 2004 verhuisde de productie naar het industrieterrein De Prijkels in Nazareth (Oost-Vlaanderen). In 2011 viel het doek over de productie in België en werden de activiteiten verplaatst naar India.
Na de sluiting van de fabriek in Ledeberg stonden de gebouwen enkele jaren leeg. De voormalige fabriek aan de Gaston Crommenlaan werd in 2009 nagenoeg volledig gesloopt. Alleen het pakhuis is bewaard. Op het terrein van de voormalige fabriek is een nieuwe woonwijk gebouwd met deels sociale woningen.

## Bedrijfsstructuur
Tot 1968 was de firma Em. D’Hooge een familiebedrijf.
Bedrijfsleiders:
1. Emile D’Hooge senior (1879-1954): 1910-1945
2. Emile D’hooge junior (1919-1962): 1945-1962
3. Emile Vanoostende (1936-2015): 1962-1967

In 1967 werd de PVBA omgevormd tot een NV. Vanaf 1968 werkte het bedrijf samen met de Deense fabrikant Jensen onder de naam D’Hooge-Jensen. In 1979 volgde de overname door het Engelse Neil & Spencer. Na een faillissement in 1990 hervatte de productie door het nieuw opgerichte D’Hooge Industries. Dat werd vervolgens in 1996 overgenomen door IPSO te Wevelgem, binnen Deens-Belgische groep LSG-Jensen.